# Leptecophylla pendulosa
Leptecophylla pendulosa är en ljungväxtart som först beskrevs av S.J. Jarman och som fick sitt nu gällande namn av Carolyn M. Weiller.
Leptecophylla pendulosa ingår i släktet Leptecophylla och familjen ljungväxter. Inga underarter finns listade i Catalogue of Life.